# Francesco Cristofoli
Francesco Cristofoli (Frederiksberg, 7 maart 1932 – Kopenhagen, 21 februari 2004) was een Deense dirigent, die vooral bekendstond om zijn historische uitvoeringen van Richard Wagners Ring des Nibelungen in Aarhus 1984-1987. 
Hij werd opgeleid bij het Muziekinstituut in Kopenhagen en was van 1956 tot 1964 repetitor en assistent-dirigent bij het Koninklijke Theater. Hij studeerde orkestdirectie bij Sergiu Celibidache en won het dirigentenconcours van de Santa Cecilia Academie in Rome. Hij dirigeerde het Deens Nationaal Symfonie Orkest in de jaren na 1966 en was van 1972 tot 1978 dirigent en later artistiek directeur van de Koninklijke Opera in Kopenhagen. Als organisator en motivator was hij befaamd om zijn vurig temperament. Zijn levenslange interesse in Verdi leidde tot een door Gyldendal in 2000 uitgegeven biografie.
Er zijn maar weinig opnamen van uitvoeringen met Francesco Cristofoli als dirigent op plaat uitgebracht.
Hij ontving in 1995 de exclusieve Medaille "Ingenio et Arti" en was Ridder der Ie Klasse in de Orde van de Dannebrog.
- Bibsys: 90761826
- Gemeinsame Normdatei: 119550644
- International Standard Name Identifier: 0000 0000 7863 512X
- Library of Congress Control Number: n79010161
- Nationale Bibliotheek van Israël: 987007353129605171
- Virtual International Authority File: 273817515
- WorldCat: E39PBJpYCd4hVrHtwwgGKHKGHC